# Ceyrat
Ceyrat – miejscowość i gmina we Francji, w regionie Owernia-Rodan-Alpy, w departamencie Puy-de-Dôme.
Według danych na rok 1990 gminę zamieszkiwały 5283 osoby, a gęstość zaludnienia wynosiła 565 osób/km² (wśród 1310 gmin Owernii Ceyrat plasuje się na 31. miejscu pod względem liczby ludności, natomiast pod względem powierzchni na miejscu 835.).